# Aixcualco
Aixcualco är en ort i Mexiko.   Den ligger i kommunen Mártir de Cuilapan och delstaten Guerrero, i den södra delen av landet, 180 km söder om huvudstaden Mexico City. Aixcualco ligger 1 721 meter över havet och antalet invånare är 444.
Terrängen runt Aixcualco är kuperad åt sydväst, men åt nordost är den bergig. Runt Aixcualco är det ganska glesbefolkat, med 42 invånare per kvadratkilometer. Närmaste större samhälle är Mártir de Cuilapan, 7,4 km sydost om Aixcualco. I omgivningarna runt Aixcualco växer huvudsakligen savannskog.